# Ламберт I (граф Нанта)
Ламберт I (фр. Lambert I, ум. 30 декабря 836, Тичино) — граф Нанта и маркграф (префект) Бретонской марки 814/818—831, герцог Сполето с 834, сын графа Ги Нантского из дома Гвидонидов.

## Биография
В период между 814 и 818 годами Ламберт I сменил отца на посту графа Нанта и маркграфа Бретонской марки.
Во время своего правления ему не раз приходилось участвовать в подавлении восстаний бретонцев. Так в 818 году в Бретани восстал бретонский вождь Морван, прозванный «опора Бретани» (Lez-Breizh). В ответ император Людовик I Благочестивый организовал в Бретань поход, в котором принимал участие и Ламберт. В результате Морван был убит. Но в 822 году бретонцы опять восстали, провозгласив своим вождём Гвиомарха. В ответ император Людовик организовал новый поход в 824 году, в этом походе опять участвовал Ламберт.
Во время восстания сыновей императора Людовика Ламберт встал на сторону его старшего сына Лотаря I, за что был лишён владений в Бретани и изгнан в Италию, где Лотарь в 834 году назначил его герцогом Сполето вместо Адельхиса I. Умер Ламберт в 836 году от эпидемии.

## Брак и дети
Жена: Теодрада, дочь Пипина, короля Италии. Дети:
- Ламберт II (ум. 852), граф Нанта 843—846, 849—851
- Гвидо I (ум. 860), герцог и маркграф Сполето с 842
- Дода (ум. после 846), аббатиса монастыря Сен-Климент в Нанте и Краоне
- Вернер (Варнариус) (ум. 853), граф в Бретани